# Eutreta fenestrata
Eutreta fenestrata es una especie de insecto del género Eutreta de la familia Tephritidae del orden Diptera.

## Historia
Foote la describió científicamente por primera vez en el año 1960.